# Lepidepecreoides nubifer
Lepidepecreoides nubifer är en kräftdjursart som beskrevs av J. L. Barnard 1971. Lepidepecreoides nubifer ingår i släktet Lepidepecreoides och familjen Lysianassidae. Inga underarter finns listade i Catalogue of Life.